# Collegio di Lichfield
Lichfield è un collegio elettorale inglese situato nello Staffordshire, nelle Midlands Occidentali, rappresentato alla Camera dei comuni del Parlamento del Regno Unito. Elegge un membro del parlamento con il sistema first-past-the-post, ossia maggioritario a turno unico; l'attuale parlamentare è Dave Robertson del Partito Laburista, che rappresenta il collegio dal 2024.

## Estensione

Lichfield dal 2010 al 2024

- 1918-1950: i Borough Municipali di Lichfield e Tamworth, i distretti urbani di Perry Bar e Rugeley, il distretto rurale di Lichfield, e parte dei distretti rurali di Tamworth e Walsall.
- 1997-2010: i ward del distretto di Lichfield di All Saints, Alrewas, Armitage with Handsacre, Boney Hay, Central, Chadsmead, Chase Terrace, Chasetown, Colton and Ridwares, Curborough, Hammerwich, Highfield, King’s Bromley, Leomansley, Longdon, Redslade, St John's, Stowe, Summerfield e Whittington, e i ward del Borough di East Staffordshire di Bagots e Yoxall.
- 2010-2024: i ward del distretto di Lichfield di All Saints, Alrewas and Fradley, Armitage with Handsacre, Boley Park, Boney Hay, Burntwood Central, Chadsmead, Chase Terrace, Chasetown, Colton and Mavesyn Ridware, Curborough, Hammerwich, Highfield, King’s Bromley, Leomansley, Longdon, St John’s, Stowe, Summerfield e Whittington, e i ward del Borough di East Staffordshire di Bagots, Needwood e Yoxall.
- dal 2024: i ward del distretto di Lichfield di Alrewas and Fradley; Armitage with Handsacre; Boley Park; Boney Hay and Central; Chadsmead; Chase Terrace; Chasetown; Colton and the Ridwares; Curborough; Hammerwich with Wall; Highfield; Leomansley; Longdon; St. John’s; Stowe; Summerfield and All Saints; Whittington and Streethay (distretto elettorale AD), e i ward del Borough di East Staffordshire di Bagots and Needwood; Blythe (parrocchia civile di Kingstone) e Crown (parrocchia civile di Newborough).[1]

Il collegio comprende le parti settentrionale e centrale del distretto di Lichfield, inclusa la cathedral city di Lichfield stessa, Burntwood e la parte sud-occidentale del distretto di East Staffordshire, comprese Yoxall, Barton-under-Needwood e Abbots Bromley.

## Membri del parlamento
| Elezione |                                 | Primo deputato                   | Primo partito                   |                                 | Secondo deputato                | Secondo partito                 |
| -------- | ------------------------------- | -------------------------------- | ------------------------------- | ------------------------------- | ------------------------------- | ------------------------------- |
| 1806     |                                 | George Granville Venables Vernon | Whigs                           |                                 | George Anson                    | Whigs                           |
| 1831     | Edward Scott                    |                                  | Whigs                           |                                 | George Anson                    | Whigs                           |
| 1837     | Alfred Henry Paget              |                                  | Whigs                           |                                 | George Anson                    | Whigs                           |
| 1841 (S) | Alfred Henry Paget              | George Leveson-Gower             | Whigs                           |                                 |                                 | Whigs                           |
| 1846 (S) | Alfred Henry Paget              | Edward Lloyd-Mostyn              | Whigs                           |                                 |                                 | Whigs                           |
| 1847     | Alfred Henry Paget              | Thomas Anson                     | Whigs                           |                                 |                                 | Whigs                           |
| 1854 (S) | Alfred Henry Paget              | Henry Cavendish                  | Whigs                           |                                 |                                 | Whigs                           |
| 1856 (S) | Alfred Henry Paget              |                                  | Whigs                           | Dudley Ryder                    | Indipendente Liberale           |                                 |
| 1859     | Alfred Henry Paget              |                                  | Liberale                        |                                 | Augustus Anson                  | Liberale                        |
| 1865     |                                 | Richard Dyott                    | Conservatore                    |                                 | Augustus Anson                  | Liberale                        |
| 1868     | Il collegio diventa uninominale | Il collegio diventa uninominale  | Il collegio diventa uninominale | Il collegio diventa uninominale | Il collegio diventa uninominale | Il collegio diventa uninominale |

| Elezione | Elezione               | Deputato              | Partito               |
| -------- | ---------------------- | --------------------- | --------------------- |
|          | 1868                   | Richard Dyott         | Conservatore          |
| 1880 (S) | Theophilus John Levett |                       | Conservatore          |
|          | 1885                   | John Swinburne        | Liberale              |
|          | 1892                   | Leonard Darwin        | Liberale Unionista    |
|          | 1895                   | Henry Charles Fulford | Liberale              |
| 1896 (S) | Courtenay Warner       |                       | Liberale              |
|          | 1923                   | Frank Hodges          | Laburista             |
|          | 1924                   | Roy Wilson            | Conservatore          |
|          | 1929                   | James Lovat-Fraser    | Laburista             |
|          | 1931                   | James Lovat-Fraser    | Nazional Laburista    |
|          | 1938 (S)               | Cecil Poole           | Laburista             |
|          | 1950                   | Collegio abolito      | Collegio abolito      |
|          | 1997                   | Collegio ri-istituito | Collegio ri-istituito |
|          | 1997                   | Michael Fabricant     | Conservatore          |
|          | 2024                   | Dave Robertson        | Laburista             |

## Elezioni

### Elezioni negli anni 2020
| Partito                    | Partito                                           | Candidato                  | Risultati 4 luglio 2024 | Risultati 4 luglio 2024 |
| Partito                    | Partito                                           | Candidato                  | Voti                    | %                       |
| -------------------------- | ------------------------------------------------- | -------------------------- | ----------------------- | ----------------------- |
|                            | Laburista                                         | Dave Robertson             | 17 232                  | 35,09                   |
|                            | Conservatore                                      | Michael Fabricant          | 16 422                  | 33,44                   |
|                            | Reform UK                                         | Richard Howard             | 9 734                   | 19,82                   |
|                            | Lib Dem                                           | Paul Ray                   | 3 572                   | 7,27                    |
|                            | Verdi                                             | Heather McNeillis          | 1 724                   | 3,51                    |
|                            | Indipendente                                      | Pete Longman               | 322                     | 0,66                    |
|                            | Indipendente                                      | John Madden                | 98                      | 0,20                    |
|                            |                                                   |                            |                         |                         |
| Iscritti                   | Iscritti                                          | Iscritti                   | 76 118                  | 100,00                  |
| ↳ Votanti (% su iscritti)  | ↳ Votanti (% su iscritti)                         | ↳ Votanti (% su iscritti)  | 49 104                  | 64,51                   |
| ↳ Astenuti (% su iscritti) | ↳ Astenuti (% su iscritti)                        | ↳ Astenuti (% su iscritti) | 27 014                  | 35,49                   |
|                            |                                                   |                            |                         |                         |
|                            | Esito: collegio passa da Conservatore a Laburista |                            |                         |                         |

### Elezioni negli anni 2010
| Partito                    | Partito                                   | Candidato                  | Risultati 12 dicembre 2019 | Risultati 12 dicembre 2019 |
| Partito                    | Partito                                   | Candidato                  | Voti                       | %                          |
| -------------------------- | ----------------------------------------- | -------------------------- | -------------------------- | -------------------------- |
|                            | Conservatore                              | Michael Fabricant          | 34 844                     | 64,53                      |
|                            | Laburista                                 | Dave Robertson             | 11 206                     | 20,75                      |
|                            | Lib Dem                                   | Paul Ray                   | 5 632                      | 10,43                      |
|                            | Verdi                                     | Andrea Muckley             | 1 743                      | 3,23                       |
|                            | Indipendente                              | John Madden                | 568                        | 1,05                       |
|                            |                                           |                            |                            |                            |
| Iscritti                   | Iscritti                                  | Iscritti                   | 76 616                     | 100,00                     |
| ↳ Votanti (% su iscritti)  | ↳ Votanti (% su iscritti)                 | ↳ Votanti (% su iscritti)  | 54 629                     | 71,30                      |
| ↳ Astenuti (% su iscritti) | ↳ Astenuti (% su iscritti)                | ↳ Astenuti (% su iscritti) | 21 987                     | 28,70                      |
|                            |                                           |                            |                            |                            |
|                            | Esito: collegio confermato a Conservatore |                            |                            |                            |

| Partito                    | Partito                                   | Candidato                  | Risultati 8 giugno 2017 | Risultati 8 giugno 2017 |
| Partito                    | Partito                                   | Candidato                  | Voti                    | %                       |
| -------------------------- | ----------------------------------------- | -------------------------- | ----------------------- | ----------------------- |
|                            | Conservatore                              | Michael Fabricant          | 34 018                  | 63,56                   |
|                            | Laburista                                 | Chris Worsey               | 15 437                  | 28,84                   |
|                            | Lib Dem                                   | Paul Ray                   | 2 653                   | 4,96                    |
|                            | Verdi                                     | Robert Pass                | 1 416                   | 2,65                    |
|                            |                                           |                            |                         |                         |
| Iscritti                   | Iscritti                                  | Iscritti                   | 74 235                  | 100,00                  |
| ↳ Votanti (% su iscritti)  | ↳ Votanti (% su iscritti)                 | ↳ Votanti (% su iscritti)  | 53 524                  | 72,10                   |
| ↳ Astenuti (% su iscritti) | ↳ Astenuti (% su iscritti)                | ↳ Astenuti (% su iscritti) | 20 711                  | 27,90                   |
|                            |                                           |                            |                         |                         |
|                            | Esito: collegio confermato a Conservatore |                            |                         |                         |

| Partito                    | Partito                                   | Candidato                  | Risultati 7 maggio 2015 | Risultati 7 maggio 2015 |
| Partito                    | Partito                                   | Candidato                  | Voti                    | %                       |
| -------------------------- | ----------------------------------------- | -------------------------- | ----------------------- | ----------------------- |
|                            | Conservatore                              | Michael Fabricant          | 28 389                  | 55,16                   |
|                            | Laburista                                 | Chris Worsey               | 10 200                  | 19,82                   |
|                            | UKIP                                      | John Rackham               | 8 082                   | 15,70                   |
|                            | Lib Dem                                   | Paul Ray                   | 2 700                   | 5,25                    |
|                            | Verdi                                     | Robert Pass                | 1 976                   | 3,84                    |
|                            | Class War                                 | Andy Bennetts              | 120                     | 0,23                    |
|                            |                                           |                            |                         |                         |
| Iscritti                   | Iscritti                                  | Iscritti                   | 74 266                  | 100,00                  |
| ↳ Votanti (% su iscritti)  | ↳ Votanti (% su iscritti)                 | ↳ Votanti (% su iscritti)  | 51 467                  | 69,30                   |
| ↳ Astenuti (% su iscritti) | ↳ Astenuti (% su iscritti)                | ↳ Astenuti (% su iscritti) | 22 799                  | 30,70                   |
|                            |                                           |                            |                         |                         |
|                            | Esito: collegio confermato a Conservatore |                            |                         |                         |

| Partito                    | Partito                                   | Candidato                  | Risultati 6 maggio 2010 | Risultati 6 maggio 2010 |
| Partito                    | Partito                                   | Candidato                  | Voti                    | %                       |
| -------------------------- | ----------------------------------------- | -------------------------- | ----------------------- | ----------------------- |
|                            | Conservatore                              | Michael Fabricant          | 28 048                  | 54,40                   |
|                            | Lib Dem                                   | Ian Jackson                | 10 365                  | 20,10                   |
|                            | Laburista                                 | Steve Hyden                | 10 230                  | 19,84                   |
|                            | UKIP                                      | Karen Maunder              | 2 920                   | 5,66                    |
|                            |                                           |                            |                         |                         |
| Iscritti                   | Iscritti                                  | Iscritti                   | 72 263                  | 100,00                  |
| ↳ Votanti (% su iscritti)  | ↳ Votanti (% su iscritti)                 | ↳ Votanti (% su iscritti)  | 51 563                  | 71,35                   |
| ↳ Astenuti (% su iscritti) | ↳ Astenuti (% su iscritti)                | ↳ Astenuti (% su iscritti) | 20 700                  | 28,65                   |
|                            |                                           |                            |                         |                         |
|                            | Esito: collegio confermato a Conservatore |                            |                         |                         |

### Elezioni negli anni 2000
| Partito                    | Partito                                   | Candidato                  | Risultati 5 maggio 2005 | Risultati 5 maggio 2005 |
| Partito                    | Partito                                   | Candidato                  | Voti                    | %                       |
| -------------------------- | ----------------------------------------- | -------------------------- | ----------------------- | ----------------------- |
|                            | Conservatore                              | Michael Fabricant          | 21 274                  | 48,63                   |
|                            | Laburista                                 | Nigel Gardner              | 14 194                  | 32,45                   |
|                            | Lib Dem                                   | Ian Jackson                | 6 804                   | 15,55                   |
|                            | UKIP                                      | Malcolm McKenzie           | 1 472                   | 3,37                    |
|                            |                                           |                            |                         |                         |
| Iscritti                   | Iscritti                                  | Iscritti                   | 65 583                  | 100,00                  |
| ↳ Votanti (% su iscritti)  | ↳ Votanti (% su iscritti)                 | ↳ Votanti (% su iscritti)  | 43 744                  | 66,70                   |
| ↳ Astenuti (% su iscritti) | ↳ Astenuti (% su iscritti)                | ↳ Astenuti (% su iscritti) | 21 839                  | 33,30                   |
|                            |                                           |                            |                         |                         |
|                            | Esito: collegio confermato a Conservatore |                            |                         |                         |

| Partito                    | Partito                                   | Candidato                  | Risultati 7 giugno 2001 | Risultati 7 giugno 2001 |
| Partito                    | Partito                                   | Candidato                  | Voti                    | %                       |
| -------------------------- | ----------------------------------------- | -------------------------- | ----------------------- | ----------------------- |
|                            | Conservatore                              | Michael Fabricant          | 20 480                  | 49,14                   |
|                            | Laburista                                 | Martin Machray             | 16 054                  | 38,52                   |
|                            | Lib Dem                                   | Phil Bennion               | 4 462                   | 10,71                   |
|                            | UKIP                                      | John Phazey                | 684                     | 1,64                    |
|                            |                                           |                            |                         |                         |
| Iscritti                   | Iscritti                                  | Iscritti                   | 63 247                  | 100,00                  |
| ↳ Votanti (% su iscritti)  | ↳ Votanti (% su iscritti)                 | ↳ Votanti (% su iscritti)  | 41 680                  | 65,90                   |
| ↳ Astenuti (% su iscritti) | ↳ Astenuti (% su iscritti)                | ↳ Astenuti (% su iscritti) | 21 567                  | 34,10                   |
|                            |                                           |                            |                         |                         |
|                            | Esito: collegio confermato a Conservatore |                            |                         |                         |

## Risultati dei referendum

### Referendum sulla permanenza del Regno Unito nell'Unione europea del 2016
|             | Collegio  | Lasciare UE % | Rimanere in UE % |
| ----------- | --------- | ------------- | ---------------- |
|             | Lichfield | 57,5%         | 42,5%            |
| Inghilterra | 53,3%     | 46,7%         |                  |
| Regno Unito | 51,9%     | 48,1%         |                  |